# Цзяньшань
Цзяньша́нь (кит. упр. 尖山, пиньинь Jiānshān) — район городского подчинения городского округа Шуанъяшань провинции Хэйлунцзян (КНР). Название района в переводе означает «кончик горы», и связано с находящимся в тех местах заострённым горным пиком.

## История
Сначала эти земли входили в состав уезда Фуцзинь (富锦县), в 1946 году были переданы в состав уезда Цзисянь (集贤县). В сентябре 1949 года сюда из Линдуна переместилось управление Шуанъяшаньских горных разработок, и население этих мест начало увеличиваться, а в сентябре 1953 года была учреждена деревня Фуань (富安村). Когда в июле 1954 года был образован Шуанъяшаньский горнодобывающий район (双鸭山矿区), то здесь разместилось правление района. В 1956 году решением Госсовета КНР горнодобывающий район был преобразован в городской уезд, и здесь был образован Цзяньшаньский уличный комитет Шуанъяшаня. В 1966 году Шуанъяшань был поднят в статусе до городского округа, а в 1980 году было введено деление Шуанъяшаня на 5 районов, одним из которых стал район Цзяньшань.

## Административное деление
Район Цзяньшань делится на 7 уличных комитетов (в городе Шуанъяшань) и 1 волость.
| № | Название      | Название (кит.)  | Статус          | Население чел. (2010) | На карте                         |
| - | ------------- | ---------------- | --------------- | --------------------- | -------------------------------- |
| 1 | Бамалу        | 八马路街道办事处 | уличный комитет | 65434                 | 46°38′18″ с. ш. 131°09′00″ в. д. |
| 2 | Теси          | 铁西街道办事处   | уличный комитет | 57540                 | 46°38′18″ с. ш. 131°09′00″ в. д. |
| 3 | Эрмалу        | 二马路街道办事处 | уличный комитет | 36116                 | 46°38′18″ с. ш. 131°09′00″ в. д. |
| 4 | Чжунсиньчжань | 中心站街道办事处 | уличный комитет | 33968                 | 46°38′18″ с. ш. 131°09′00″ в. д. |
| 5 | Фуань         | 富安街道办事处   | уличный комитет | 22733                 | 46°38′18″ с. ш. 131°09′00″ в. д. |
| 6 | Аньбан        | 安邦乡           | волость         | 19661                 | 46°39′52″ с. ш. 131°07′31″ в. д. |
| 7 | Чаньгань      | 长安街道办事处   | уличный комитет | 10389                 | 46°38′18″ с. ш. 131°09′00″ в. д. |
| 8 | Яоди          | 窑地街道办事处   | уличный комитет | 5527                  | 46°38′18″ с. ш. 131°09′00″ в. д. |

## Соседние административные единицы
Район Цзяньшань на юге граничит с районом Линдун, на северо-востоке — с районом Сывантай, на северо-западе — с уездом Цзисянь.